# 野坂祐子
野坂 祐子（のさか さちこ）は、日本の心理学者、臨床心理士。大阪大学大学院人間科学研究科教授。質的心理学、臨床心理学が専門。

## 人物
1996年東京国際大学教養学部人間関係学科卒業、1999年 お茶の水女子大学大学院修士課程修了、2004年お茶の水女子大学大学院博士課程単位取得退学、武蔵野大学講師をへて2009年大阪教育大学学校危機メンタルサポートセンター准教授、2013年大阪大学大学院准教授、2023年同大教授。
学校危機メンタルサポートセンターでは大阪教育大学附属池田小学校における事件後のケアや、学校における事件や事故後の介入事業等を行っていた。現在、学校や児童相談所、児童自立支援施設での、児童・少年の被害・加害の支援へと活動の場を広げている。

## 著書
- 『フィールド心理学の実践：インターフィールドの冒険』，新曜社　2013年（共著）
- 『子どもへの性暴力: その理解と支援』，誠信出版，2013年（分担執筆）
- 『辞典，誠信　心理学辞典　新版』，誠信出版，2014年（分担執筆）
- 『子どものPTSD-診断と治療』，診断と治療社，2014年（分担執筆）
- 『性加害行動のある少年少女のためのグッドライフ・モデル 』，誠信出版，2015年（監訳）

## 翻訳
- 『PTSD治療ガイドライン 第2版』金剛出版，2013年
- 『グッドライフ・モデル：性犯罪からの立ち直りとより良い人生のためのワークブック，』誠信書房，2013年
- 『あなたに伝えたいこと』誠信書房，2015年
- 『複雑性PTSDの理解と回復』金剛出版，2022年